# España en los Juegos Olímpicos de Milán-Cortina d'Ampezzo 2026
España participará en los Juegos Olímpicos de Milán-Cortina d'Ampezzo 2026. Responsable del equipo olímpico es el Comité Olímpico Español (COE).

## Deportistas

### Esquí de montaña
- Ana Alonso Rodríguez
- Oriol Cardona

### Patinaje artístico
- Tomàs-Llorenç Guarino Sabaté
- Olivia Smart
- Tim Dieck